# Missões diplomáticas de Cuba

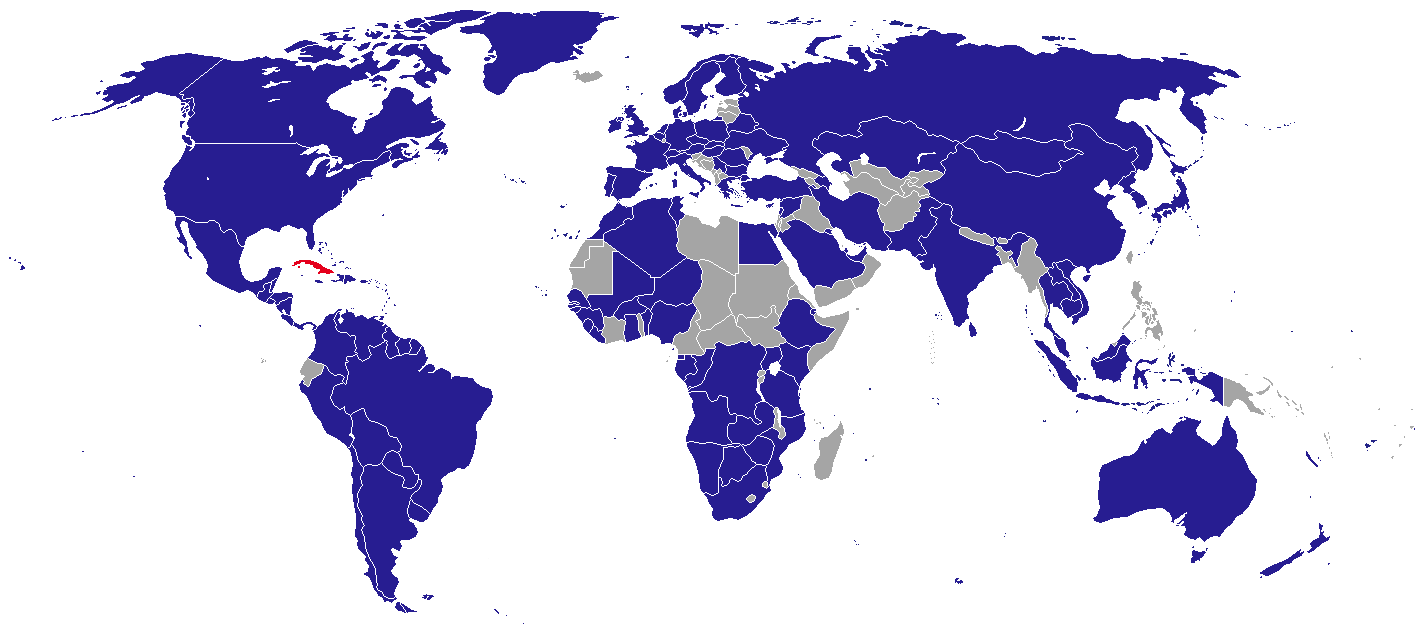
Missões diplomáticas de Cuba

Abaixo estão listadas as embaixadas e consulados de Cuba:

## África

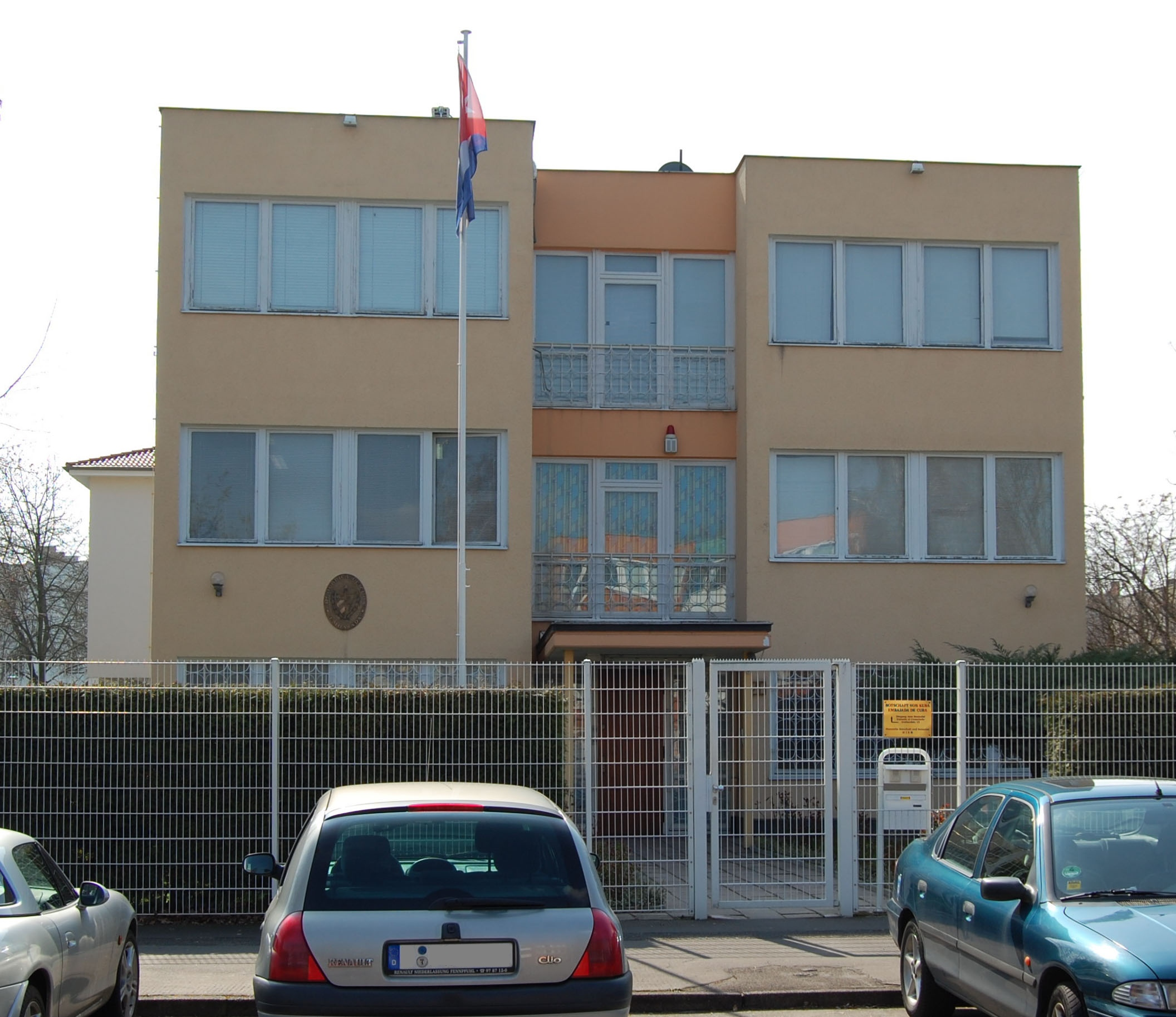
Embaixada de Cuba em Berlim

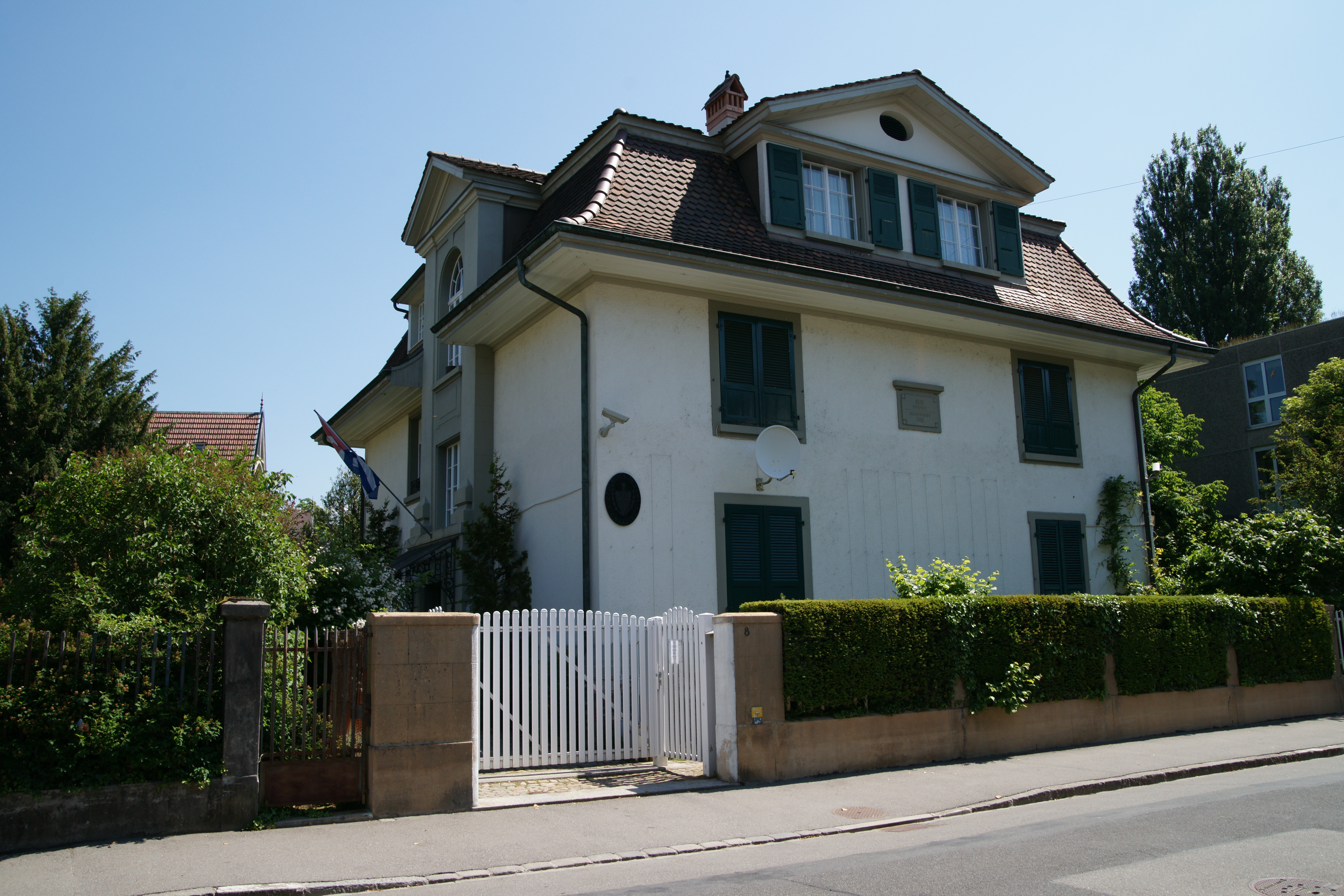
Embaixada de Cuba em Berna

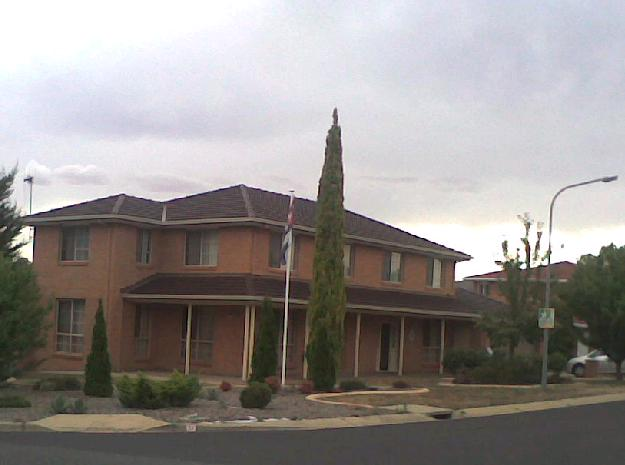
Embaixada de Cuba em Camberra

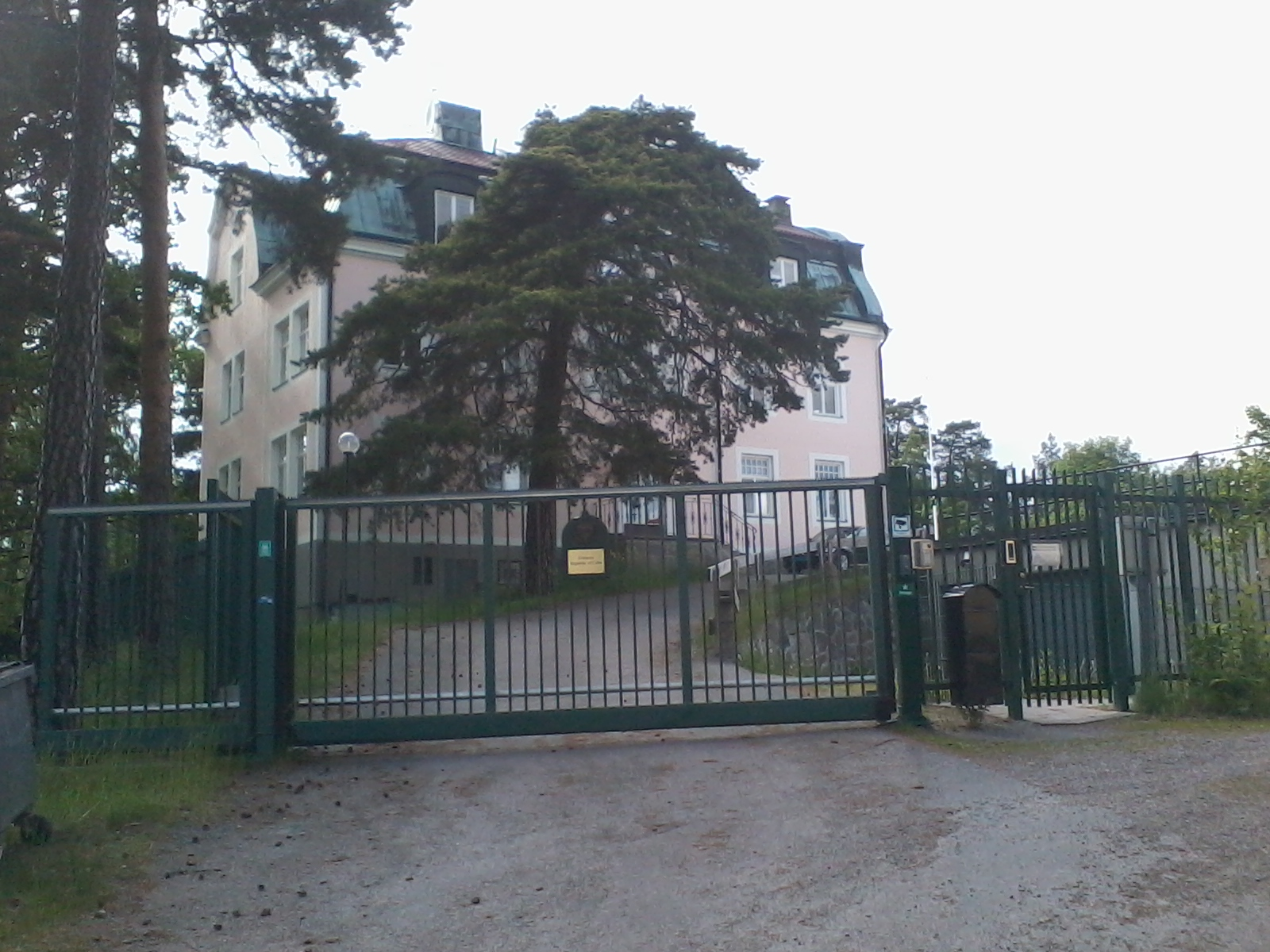
Embaixada de Cuba em Estocolmo

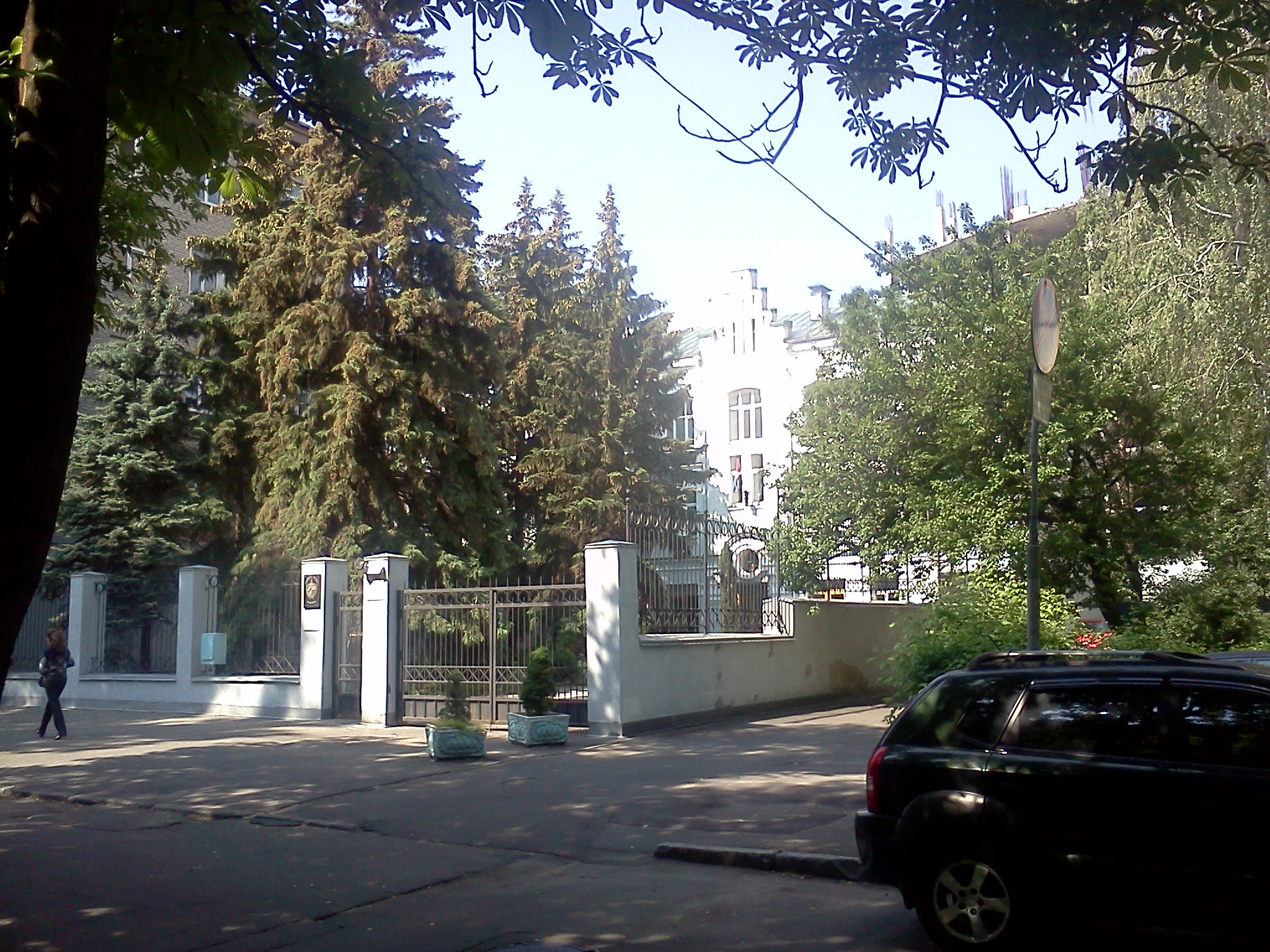
Embaixada de Cuba em Kiev

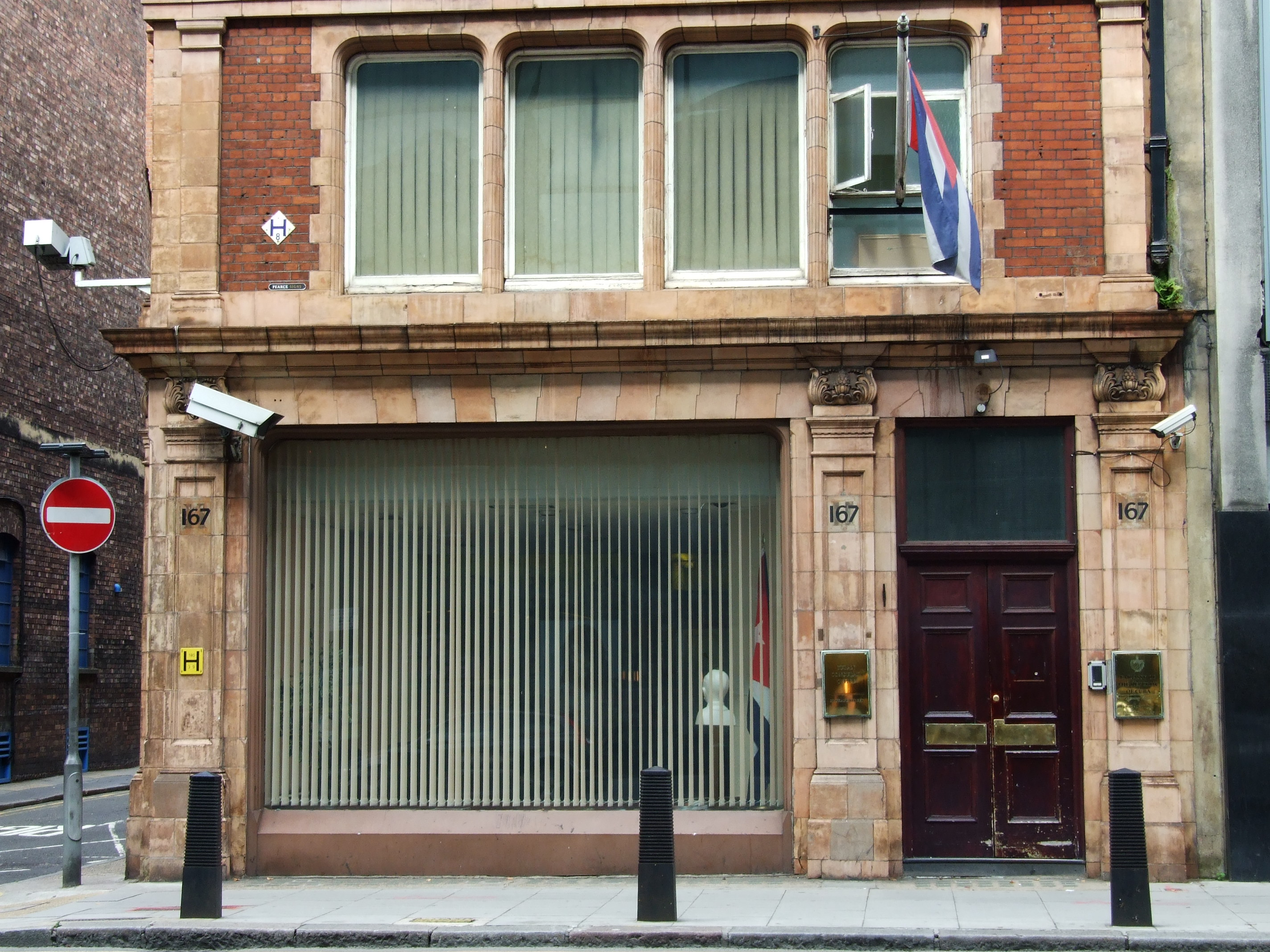
Embaixada de Cuba em Londres

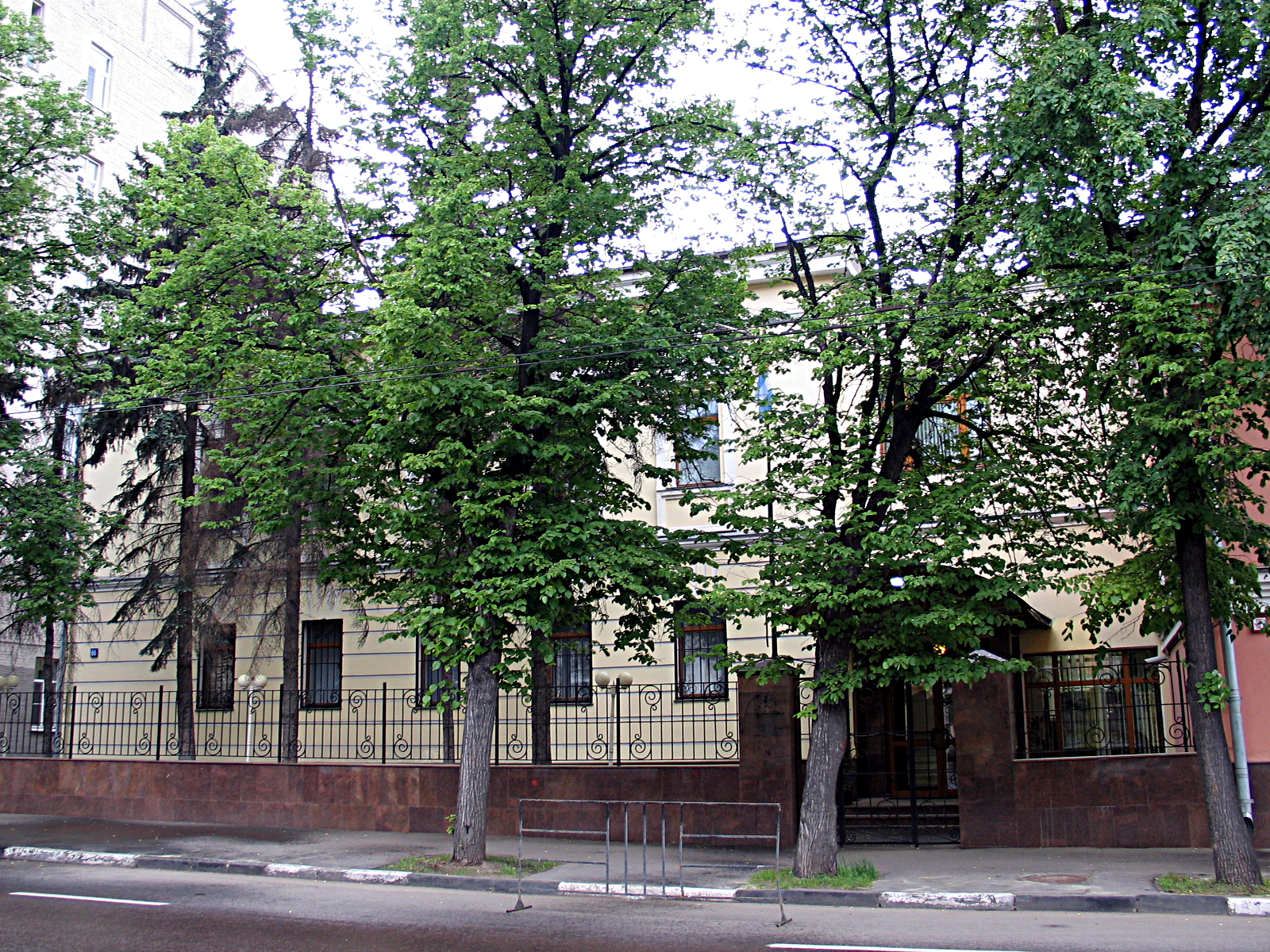
Embaixada de Cuba em Moscou

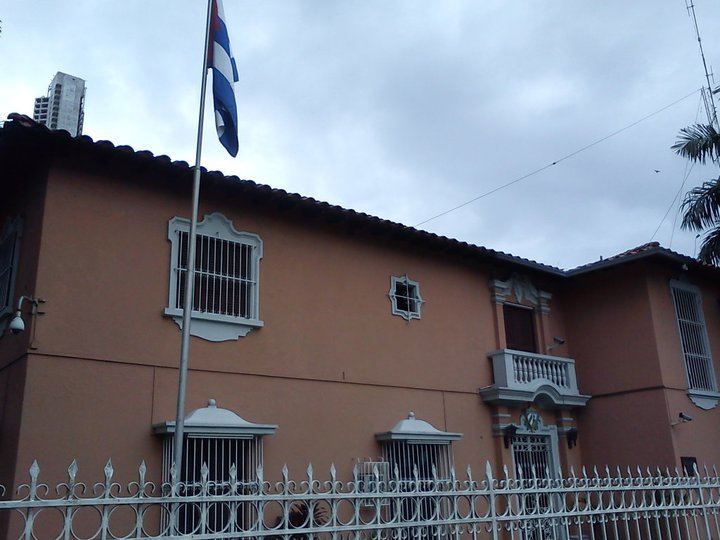
Embaixada de Cuba em Cidade do Panamá

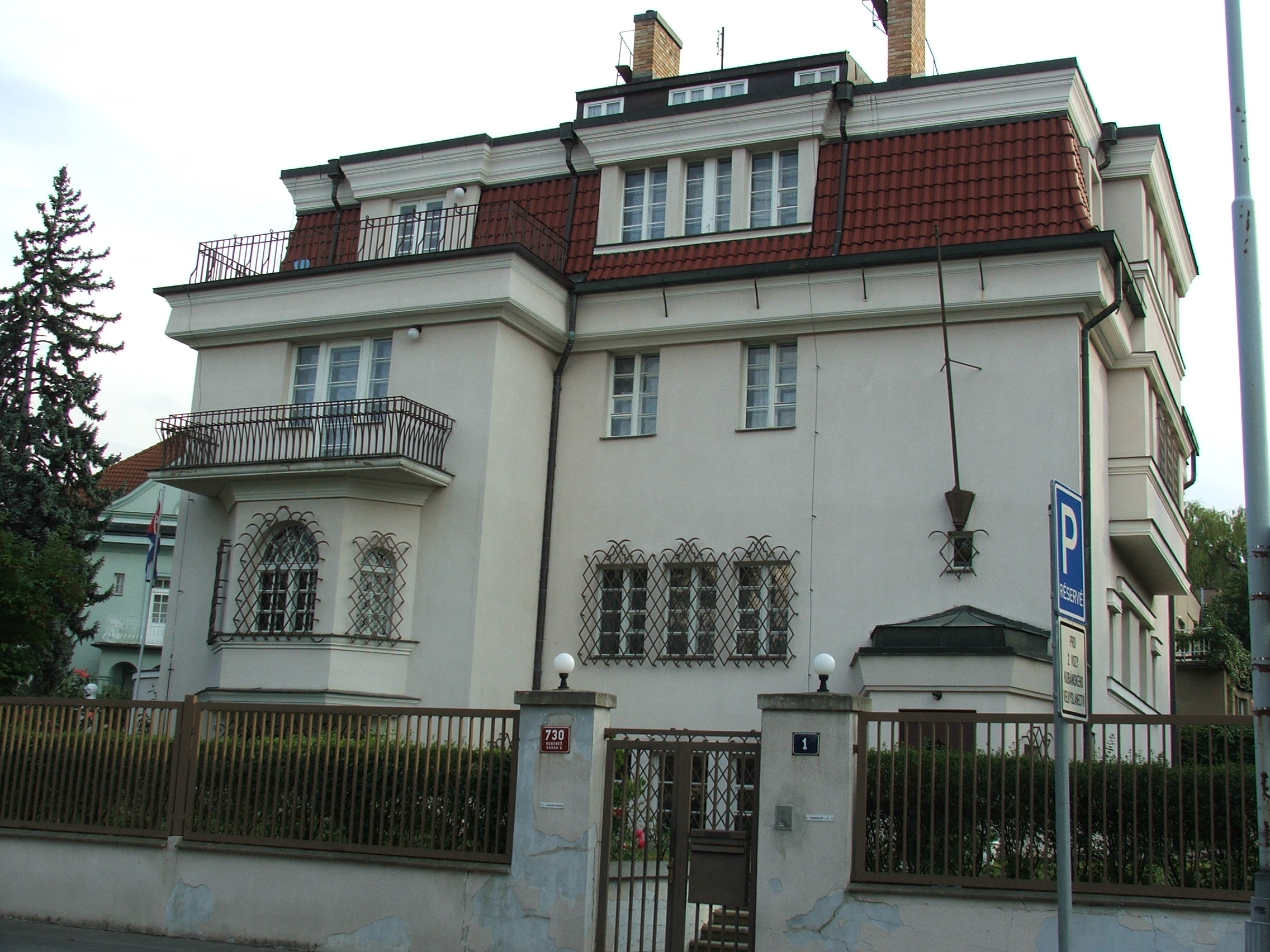
Embaixada de Cuba em Praga

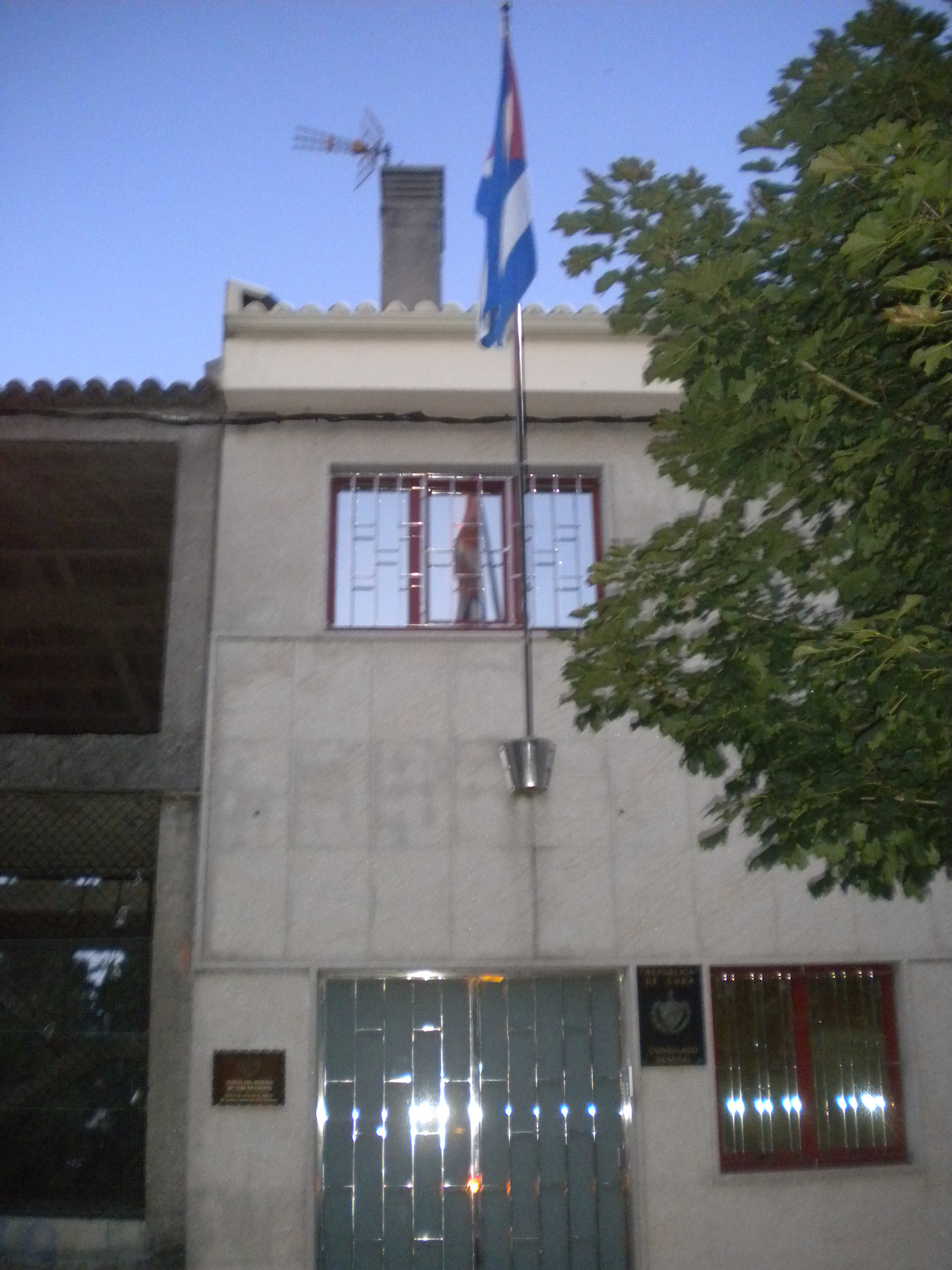
Consulado-Geral em Santiago de Compostela

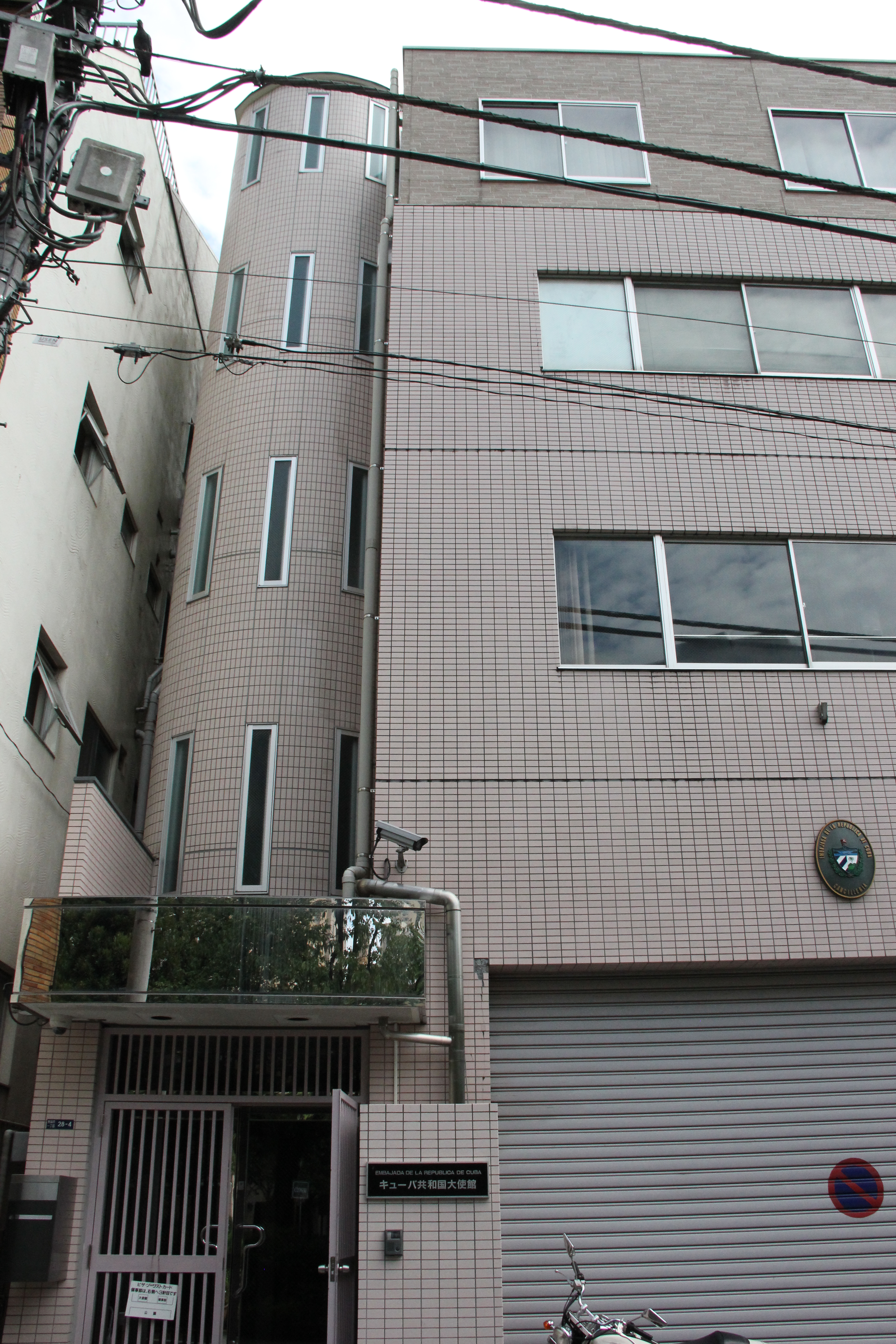
Embaixada de Cuba em Tóquio

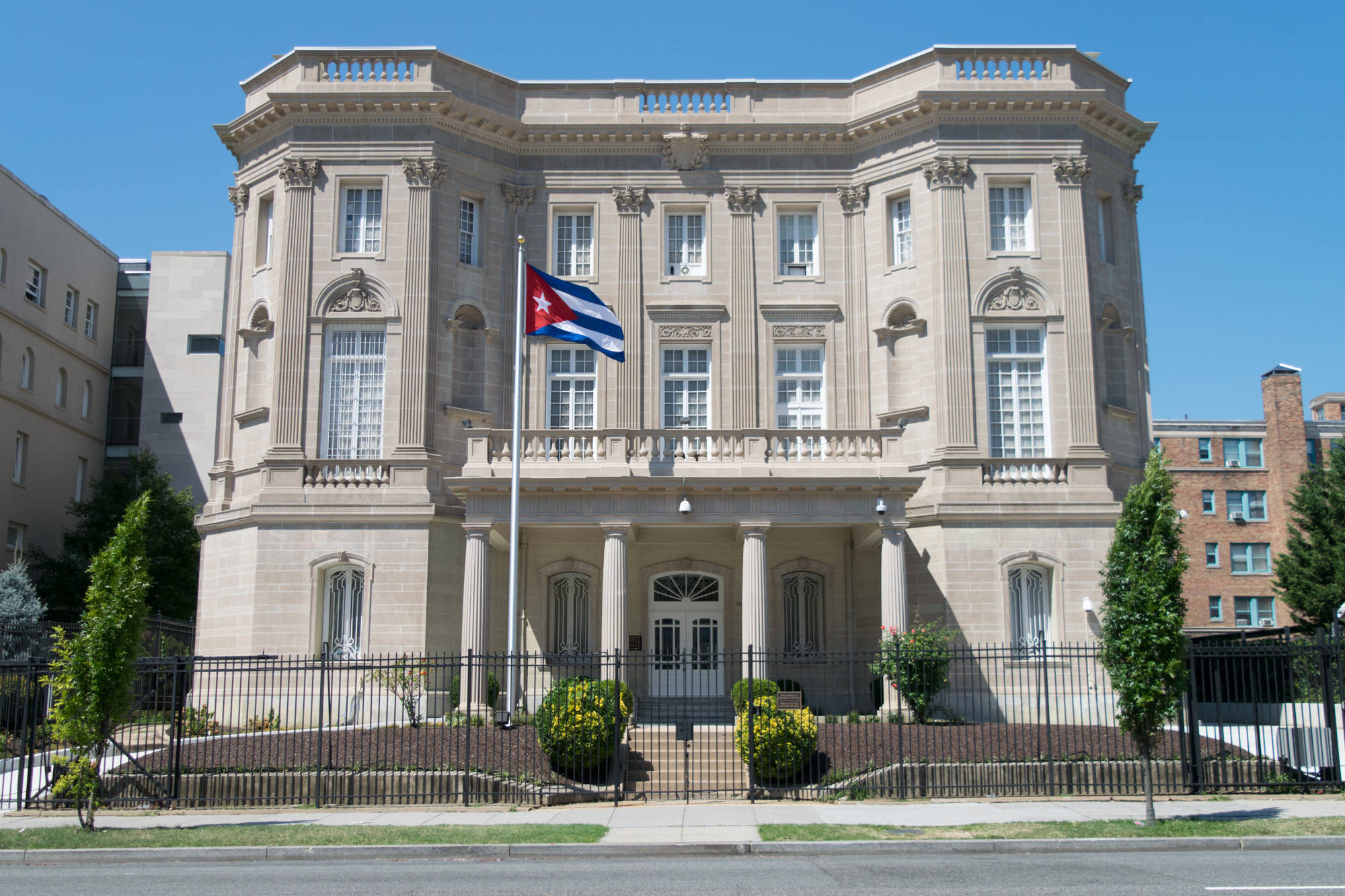
Embaixada de Cuba em Washington, DC

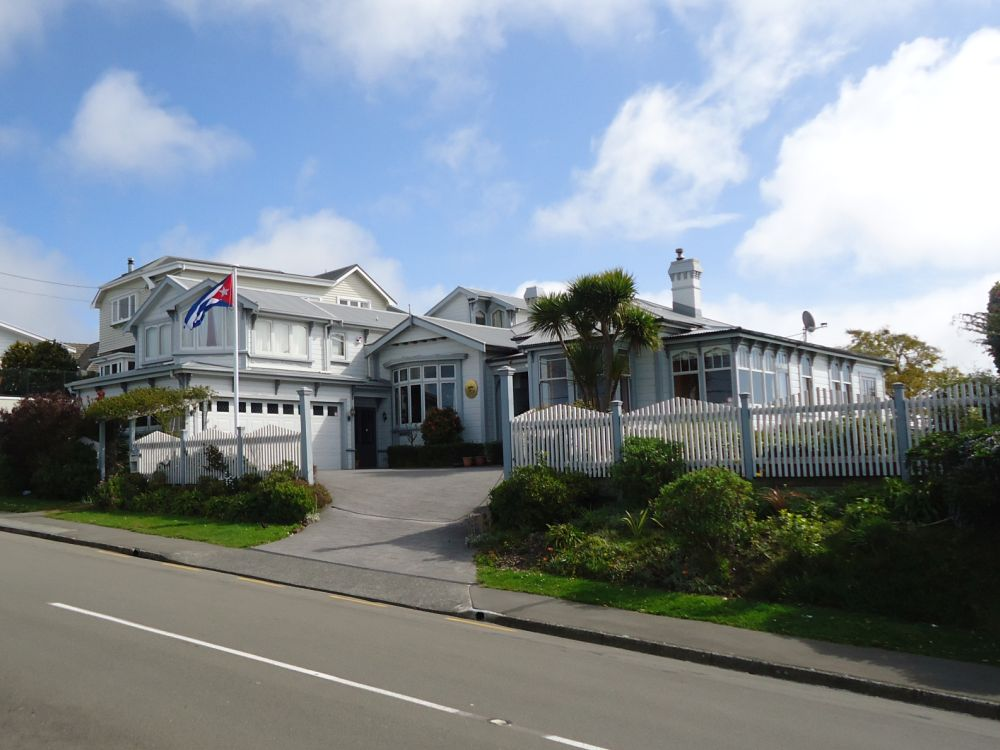
Embaixada de Cuba em Wellington

- África do Sul
  - Pretória (Embaixada)
- Angola
  - Luanda (Embaixada)
- Argélia
  - Argel (Embaixada)
- Benim
  - Cotonou (Embaixada)
- Botswana
  - Gaborone (Embaixada)
- Burquina Fasso
  - Ouagadougou (Embaixada)
- Cabo Verde
  - Praia (Embaixada)
- Egito
  - Cairo (Embaixada)
- Etiópia
  - Adis-Abeba (Embaixada)
- Gâmbia
  - Banjul (Embaixada)
- Gana
  - Accra (Embaixada)
- Guiné
  - Conacri (Embaixada)
- Guiné-Bissau
  - Bissau (Embaixada)
- Guiné Equatorial
  - Malabo (Embaixada)
- Mali
  - Bamako (Embaixada)
- Moçambique
  - Maputo (Embaixada)
- Namíbia
  - Windhoek (Embaixada)
- Níger
  - Niamey (Embaixada)
- Nigéria
  - Abuja (Embassy)
- Quênia
  - Nairóbi (Embaixada)
- República do Congo
  - Brazzaville (Embaixada)
- República Democrática do Congo
  - Kinshasa (Embaixada)
- Senegal
  - Dakar (Embaixada)
- Seicheles
  - Victoria (Embaixada)
- Tanzânia
  - Dar es Salaam (Embaixada)
- Tunísia
  - Túnis (Embaixada)
- Uganda
  - Kampala (Embaixada)
- Zâmbia
  - Lusaka (Embaixada)
- Zimbabwe
  - Harare (Embaixada)

## América
- Antígua e Barbuda
  - St. John's (Embaixada)
- Argentina
  - Buenos Aires (Embaixada)
- Bahamas
  - Nassau (Embaixada)
- Barbados
  - Bridgetown (Embaixada)
- Belize
  - Cidade de Belize (Embaixada)
- Bolívia
  - La Paz (Embaixada)
  - Santa Cruz de la Sierra (Consulado-Geral)
- Brasil
  - Brasília (Embaixada)
  - São Paulo (Consulado-Geral)
- Canadá
  - Ottawa (Embaixada)
  - Montreal (Consulado-Geral)
  - Toronto (Consulado-Geral)
- Chile
  - Santiago (Embaixada)
- Colômbia
  - Bogotá (Embaixada)
- Costa Rica
  - San José (Embaixada)
- Dominica
  - Roseau (Embaixada)
- El Salvador
  - San Salvador (Embaixada)
- Equador
  - Quito (Embaixada)
- Estados Unidos
  - Washington, D.C. (Embaixada)
- Granada
  - St. George's (Embaixada)
- Guatemala
  - Cidade da Guatemala (Embaixada)
- Guiana
  - Georgetown (Embaixada)
- Haiti
  - Porto Príncipe (Embaixada)
- Honduras
  - Tegucigalpa (Embaixada)
- Jamaica
  - Kingston (Embaixada)
- México
  - Cidade do México (Embaixada)
  - Cancún (Consulado-Geral)
  - Mérida (Consulado-Geral)
  - Monterrey (Consulado-Geral)
  - Veracruz (Consulado-Geral)
- Nicarágua
  - Manágua (Embaixada)
- Panamá
  - Cidade do Panamá (Embaixada)
- Paraguai
  - Assunção (Embaixada)
- Peru
  - Lima (Embaixada)
- República Dominicana
  - São Domingos (Embaixada)
- Santa Lúcia
  - Castries (Embaixada)
- São Cristóvão e Neves
  - Kingstown (Embaixada)
- São Vicente e Granadinas
  - Basseterre (Embaixada)
- Suriname
  - Paramaribo (Embaixada)
- Trinidad e Tobago
  - Port of Spain (Embaixada)
- Uruguai
  - Montevidéu (Embaixada)
- Venezuela
  - Caracas (Embaixada)
  - Valência (Consulado-Geral)

## Ásia
- Arábia Saudita
  - Riade (Embaixada)
- Azerbaijão
  - Baku (Embaixada)
- Camboja
  - Phnom Penh (Embaixada)
- Catar
  - Doha (Embaixada)
- Cazaquistão
  - Astana (Embaixada)
- China
  - Pequim (Embaixada)
  - Cantão (Consulado-Geral)
  - Xangai (Consulado-Geral)
- Coreia do Norte
  - Pyongyang (Embaixada)
- Iêmen
  - Sana (Embaixada)
- Índia
  - Nova Délhi (Embaixada)
- Indonésia
  - Jacarta (Embaixada)
- Irão
  - Teerã (Embaixada)
- Japão
  - Tóquio (Embaixada)
- Kuwait
  - Cidade do Kuwait (Embaixada)
- Laos
  - Vientiane (Embaixada)
- Líbano
  - Beirute (Embaixada)
- Malásia
  - Kuala Lumpur (Embaixada)
- Mongólia
  - Ulaanbaatar (Embaixada)
- Paquistão
  - Islamabad (Embaixada)
- Síria
  - Damasco (Embaixada)
- Sri Lanka
  - Colombo (Embaixada)
- Tailândia
  - Bangkok (Embaixada)
- Timor-Leste
  - Díli (Embaixada)
- Turquia
  - Ancara (Embaixada)
- Vietname
  - Hanói (Embaixada)
  - Ho Chi Minh (Consulado-Geral)

## Europa
- Alemanha
  - Berlim (Embaixada)
  - Bonn (Escritório)
- Áustria
  - Viena (Embaixada)
- Bélgica
  - Bruxelas (Embaixada)
- Bielorrússia
  - Minsk (Embaixada)
- Bulgária
  - Sófia (Embaixada)
- Chipre
  - Nicósia (Embaixada)
- Dinamarca
  - Copenhague (Embaixada)
- Eslováquia
  - Bratislava (Embaixada)
- Espanha
  - Madrid (Embaixada)
  - Barcelona (Consulado-Geral)
  - Las Palmas de Gran Canaria (Consulado-Geral)
  - Santiago de Compostela (Consulado-Geral)
  - Sevilha (Consulado-Geral)
- Finlândia
  - Helsínquia (Embaixada)
- França
  - Paris (Embaixada)
- Grécia
  - Atenas (Embaixada)
- Hungria
  - Budapeste (Embaixada)
- Irlanda
  - Dublin (Embaixada)
- Itália
  - Roma (Embaixada)
  - Milão (Consulado-Geral)
- Noruega
  - Oslo (Embaixada)
- Países Baixos
  - Haia (Embaixada)
  - Roterdã (Consulado-Geral)
- Polónia
  - Varsóvia (Embaixada)
- Portugal
  - Lisboa (Embaixada)
- Reino Unido
  - Londres (Embaixada)
- Chéquia
  - Praga (Embaixada)
- Roménia
  - Bucareste (Embaixada)
- Rússia
  - Moscou (Embaixada)
  - São Petersburgo (Consulado-Geral)
- Santa Sé
  - Roma (Embaixada)
- Sérvia
  - Belgrado (Embaixada)
- Suécia
  - Estocolmo (Embaixada)
- Suíça 
  - Berna (Embaixada)
- Ucrânia
  - Kiev (Embaixada)

## Oceania
- Austrália
  - Camberra (Embaixada)
  - Sydney (Consulado-Geral)
- Kiribati
  - Tarawa do Sul (Embaixada)
- Nova Zelândia
  - Wellington (Embaixada)

## Organizações multilaterais
- Adis-Abeba (Observador ante a União Africana)
- Abuja (Missão ante a Comunidade Econômica dos Estados da África Ocidental)
- Bruxelas (Missão ante a União Europeia)
- Genebra (Missão permanente de Cuba ante as Nações Unidas e organizações internacionais)
- Montevidéu (permanente de Cuba ante a Associação Latino-Americana de Integração)
- Nairóbi (Missão permanente de Cuba ante as Nações Unidas e organizações internacionais)
- Nova Iorque (Missão permanente de Cuba ante as Nações Unidas)
- Paris (Missão permanente de Cuba ante a UNESCO)
- Viena (Missão permanente de Cuba ante as Nações Unidas)